# Gaga complanata
Gaga complanata är en kantbräkenväxtart som först beskrevs av Alan Reid Smith, och fick sitt nu gällande namn av Fay W.Li och Windham. Gaga complanata ingår i släktet Gaga och familjen Pteridaceae. Utöver nominatformen finns också underarten G. c. interrupta.